# Vùng của Anh
Vương quốc Anh (Anh) bao gồm bốn quốc gia: Anh, Scotland và xứ Wales (cùng tạo nên Vương quốc Anh) và Bắc Ireland (được mô tả khác nhau là một quốc gia, tỉnh hoặc khu vực).
Mặc dù Vương quốc Anh là một quốc gia có chủ quyền thống nhất, Bắc Ireland, Scotland và xứ Wales đã giành được một mức độ tự chủ thông qua quá trình phá hủy. Quốc hội Anh và Chính phủ Anh giải quyết tất cả các vấn đề dành riêng cho Bắc Ireland, Scotland và xứ Wales, nhưng không phải là vấn đề chung đã được dành cho Quốc hội Bắc Ireland, Quốc hội Scotland và Quốc hội cho xứ Wales. Ngoài ra, việc giải thể ở Bắc Ireland có điều kiện hợp tác giữa Hành pháp Bắc Ireland và Chính phủ Ireland (xem Hội đồng Bộ trưởng Bắc / Nam) và Chính phủ Anh đồng ý với Chính phủ Ireland để đạt được thỏa thuận về một số vấn đề không bị phá hủy Bắc Ireland (xem Hội nghị liên chính phủ Ailen của Anh). Anh, bao gồm phần lớn dân số và khu vực của Vương quốc Anh, vẫn hoàn toàn chịu trách nhiệm của Quốc hội Vương quốc Anh tập trung tại London. Anh, Bắc Ireland, Scotland và xứ Wales không được liệt kê trong danh sách các quốc gia của Tổ chức Tiêu chuẩn hóa (ISO). Tuy nhiên, danh sách ISO của các phân khu của Vương quốc Anh, được biên soạn bởi Tiêu chuẩn Anh và Văn phòng Thống kê Quốc gia của Vương quốc Anh, sử dụng "quốc gia" để mô tả Anh, Scotland và xứ Wales. Ngược lại, Bắc Ireland được mô tả là một "tỉnh" trong cùng danh sách. Mỗi người có các cơ quan quản lý quốc gia riêng về thể thao và thi đấu riêng trong nhiều cuộc thi thể thao quốc tế, bao gồm Đại hội Thể thao Khối thịnh vượng chung. Bắc Ireland cũng thành lập các cơ quan thể thao All-Island chung với Cộng hòa Ireland cho hầu hết các môn thể thao, bao gồm cả liên đoàn bóng bầu dục. Quần đảo Channel và Đảo Man là những nơi phụ thuộc của Vương miện và không thuộc Vương quốc Anh. Tương tự, các lãnh thổ hải ngoại của Anh, tàn dư của Đế quốc Anh, không thuộc Vương quốc Anh. Trong lịch sử, từ năm 1801, sau Công vụ Liên minh, cho đến năm 1921, toàn bộ đảo Ireland là một quốc gia thuộc Vương quốc Anh. Ireland được chia thành hai khu vực pháp lý riêng biệt vào năm 1921: Nam Ireland và Bắc Ireland. Nam Ireland rời Vương quốc Anh, bảo đảm độc lập hoàn toàn và trở thành Cộng hòa Ireland vào năm 1919.

## Nhiệm vụ
Chín vùng của Anh được dùng cho mục đích thống kê và tạo thành các khu vực cử tri cho các cuộc bầu cử Nghị viện châu Âu. Ngoại trừ Đại Luân Đôn, chúng kể từ năm 2012 không có bổ sung thêm chức năng hành chính nào nữa.

## Lịch sử
Từ những năm 1990, các chính sách của Vương quốc Anh cố gắng tăng cường quyền lực của chính quyền địa phương ở cấp khu vực. Chương trình chuyển giao quyền lực dẫn đến việc bầu cử các đại diện người dân ở Scotland, Wales và Bắc Ireland.
Vào tháng 4 năm 1994, chính phủ Anh dưới thời thủ tướng John Major ở Anh thành lập mười "vùng Văn phòng Chính phủ", trong đó mỗi vùng đều có một "Văn phòng Chính phủ". Năm 1997, đảng Lao động lên nắm quyền cũng thiết lập tại các vùng bên ngoài London "Cơ quan Phát triển vùng" và Regional Chambers. Tại Greater London có một cuộc trưng cầu dân ý tổ chức vào năm 1998, kết quả là vào năm 2000 hội đồng London, chính quyền Greater London và chức vụ Thị trưởng London được thiết lập.
Trong tháng 6 năm 2010, chính phủ của đảng Bảo thủ và Tự do công bố loại bỏ tất cả các chức năng hành chính. Sau đó, năm 2011,  Văn phòng Chính phủ  vào ngày 31 tháng 3 năm 2012, các "Cơ quan Phát triển vùng" bị bãi bỏ. Đại Luân Đôn tuy nhiên không bị ảnh hưởng bởi những biện pháp trên.

## Danh sách các vùng Anh
| Vùng                                          | Vị trí | Khu vực trực thuộc                                                        | Khu vực trực thuộc |
| Vùng                                          | Vị trí | Hạt                                                                       | Cơ quan đơn nhất |
| --------------------------------------------- | ------ | ------------------------------------------------------------------------- | --- |
| East Midlands                                 |        | Derbyshire Leicestershire Nottinghamshire Lincolnshire Northamptonshire   | Derby Leicester Nottingham Rutland |
| East of England                               | rand   | Cambridgeshire Essex Hertfordshire Norfolk Suffolk                        | Bedford Central Bedfordshire Luton Peterborough Southend-on-Sea Thurrock                                                                                    |
| North East England (còn được gọi Northumbria) |        | Tyne and Wear                                                             | County Durham Darlington Hartlepool Middlesbrough Northumberland Redcar and Cleveland Stockton on Tees                                                      |
| North West England                            |        | Cumbria Greater Manchester Lancashire Merseyside                          | Blackburn with Darwen Blackpool Cheshire East Cheshire West and Chester Halton Warrington                                                                   |
| South East England                            |        | Buckinghamshire East Sussex Hampshire Kent Oxfordshire Surrey West Sussex | Bracknell Forest Brighton and Hove Isle of Wight Medway Milton Keynes Portsmouth Reading Slough Southampton West Berkshire Windsor and Maidenhead Wokingham |
| South West England                            |        | Devon Dorset Gloucestershire Somerset                                     | Bath and North East Somerset Bournemouth Bristol Cornwall Isles of Scilly North Somerset Plymouth Poole South Gloucestershire Swindon Torbay Wiltshire      |
| West Midlands                                 |        | Staffordshire Warwickshire West Midlands Worcestershire                   | Herefordshire Shropshire Stoke-on-Trent Telford and Wrekin                                                                                                  |
| Yorkshire và Humber                           |        | North Yorkshire South Yorkshire West Yorkshire                            | East Riding of Yorkshire Kingston upon Hull North Lincolnshire North East Lincolnshire York                                                                 |
| Greater London                                |        | Greater London (City of London và 32 Khu tự quản Luân Đôn)                | Greater London (City of London và 32 Khu tự quản Luân Đôn)                                                                                                  |